# Alexandre Balmer
Alexandre Balmer (La Chaux-de-Fonds, 4 mei 2000) is een Zwitsers wielrenner en mountainbiker.

## Carrière
Balmer is naast zijn carrière op de weg ook actief als mountainbiker. In 2017 werd hij Zwitsers kampioen tijdrijden bij de junioren, hij werd ook derde op het Zwitsers kampioenschap op de weg bij de junioren. Op het wereldkampioenschap op de weg werd hij 42e. Daarnaast werd hij tweede op het Europees kampioenschap mountainbike. In 2018 zette hij de goede resultaten van een jaar eerder voort met een Zwitserse titel op zowel het tijdrijden als op de weg bij de junioren. Daarnaast werd hij tweede op het Europees kampioenschap voor junioren en vierde op de wereldkampioenschappen op de weg. In het tijdrijden werd hij vijfde in een categorie met junioren en beloften op het EK en op het WK tijdrijden voor junioren werd hij twaalfde. 
In 2019 werd hij vijfde op het Zwitsers kampioenschap tijdrijden voor beloften maar reed de wedstrijd op de weg niet uit. Van 2020 tot 2021 reed hij voor de opleidingsploeg van Groupama-FDJ. In 2020 nam hij deel aan enkele kleinere rondes en werd Zwitsers kampioen tijdrijden bij de beloften en werd 32e op het EK. In 2021 reed hij een heel seizoen kleinere Europese wedstrijden en won het jongerenklassement in de Alpes Isère Tour. Op het EK tijdrijden voor beloften werd hij achtste, op het WK tijdrijden voor beloften negentiende. Op het EK op de weg voor beloften werd hij 21e en 22e op het WK voor beloften.
In 2022 tekende hij een contract bij World Tour-ploeg Team BikeExchange Jayco. Na twee seizoen werd het contract van Balmer niet verlengd. Na enkele maanden zonder ploeg gezeten te hebben, tekende Balmer in mei 2024 een contract voor het Italiaanse Team Corratec-Vini Fantini.

## Overwinningen

### Mountainbike
2017
- EK Cross-country (junioren)

2018
- WK Cross-country (junioren)
- WK Gemengde aflossing
- EK Cross-country (junioren)
- EK Gemengde aflossing

2020
- WK Gemengde aflossing

2021
- EK Gemengde aflossing

### Weg
2017
- Zwitsers kampioen tijdrijden, junioren

2018
- Zwitsers kampioen op de weg, junioren
- Zwitsers kampioen tijdrijden, junioren
- Internationale Junioren Driedaagse

2020
- Zwitsers kampioen tijdrijden, beloften

2021
- Jongerenklassement Alpes Isère Tour

### Resultaten in voornaamste wedstrijden op de weg
|      | \| Jaar \| Milaan-San Remo \| Parijs-Roubaix \| Amstel Gold Race \| Luik-Bast.‑Luik \| Ronde van Lombardije \| Waalse Pijl \| \| ---- \| --------------- \| -------------- \| ---------------- \| --------------- \| -------------------- \| ----------- \| \| 2022 \| \| 105e \| opgave \| opgave \| 82e \| 120e \| \| 2023 \| 84e \| 106e \| opgave \| 66e \| \| 56e \| |                |                  |                 |                      |             |
| Jaar | Milaan-San Remo | Parijs-Roubaix | Amstel Gold Race | Luik-Bast.‑Luik | Ronde van Lombardije | Waalse Pijl |
| 2022 | | 105e           | opgave           | opgave          | 82e                  | 120e        |
| 2023 | 84e | 106e           | opgave           | 66e             |                      | 56e         |

## Ploegen
- 2020 –  Equipe continentale Groupama-FDJ
- 2021 –  Equipe continentale Groupama-FDJ
- 2022 –  Team BikeExchange Jayco
- 2023 –  Team BikeExchange-Jayco
- 2024 –  Team Corratec-Vini Fantini vanaf 14/5
- 2025 –  Toscana Factory Team Vini Fantini

Balmer · Bauer · Bewley · Colleoni · Craddock · Durbridge · Edmondson · Grmay · Groenewegen · Groves · Hamilton · Hepburn · Howson · Jansen · Juul-Jensen · Kangert · Konysjev  · Maas · Matthews · Meyer · Mezgec · O'Brien · Peña · Reinders (vanaf 23/8) · Schultz · Scotson · Smith · Sobrero · Stewart · Yates · Bogusławski (stagiair) · De Pretto (stagiair) · Foldager (stagiair)
Balmer · Berhe · Colleoni · Craddock · De Marchi · Dunbar · Durbridge · Engelhardt · Grmay · Groenewegen · Hamilton · Harper · Hepburn · Jansen · Juul-Jensen · Maas · Matthews · Mezgec · O'Brien · Peña · Porter · Pöstlberger · Quick · Reinders · Scotson · Sobrero · Stewart · Štybar · Yates · Zana · Jørgensen (stagiair) · McKenzie (stagiair)
Amella · Baldaccini · Balmer (vanaf 14/5) · Bonifazio · Conti · Darbellay · Debons · González (vanaf 31/3) · Iacchi · Mareczko · Masotto · Monaco · Murgano · Olivero · Padoen · Ponomar · Samudio (vanaf 1/8) · Quartucci · Sbaragli · Stewart · Stöckli · Tsarenko · van Empel · Viviani · Zambelli · Bögli (stagiair) · Parravano (stagiair) · Tissières (stagiair)